# 博贺镇
博贺镇，是中华人民共和国广东省茂名市电白区下辖的一个乡镇级行政单位。
博贺镇古称“北虾”，位于电白县南部，是广东省渔业重镇，镇内的博贺渔港是国家一级群众渔港、广东省文明渔港。镇内自然风光秀丽，有三八林带、放鸡岛、龙头山、月芽湾等知名景点。博贺镇现有乡镇企业821家，产值7.65亿元，涉及渔船修造、制冰、海产品加工以及餐饮、旅业等第二、三产业。该镇基础设施较完善，镇内设有“台商工贸区”，民营企业在园区内享受优惠待遇。